# Craig Lewis

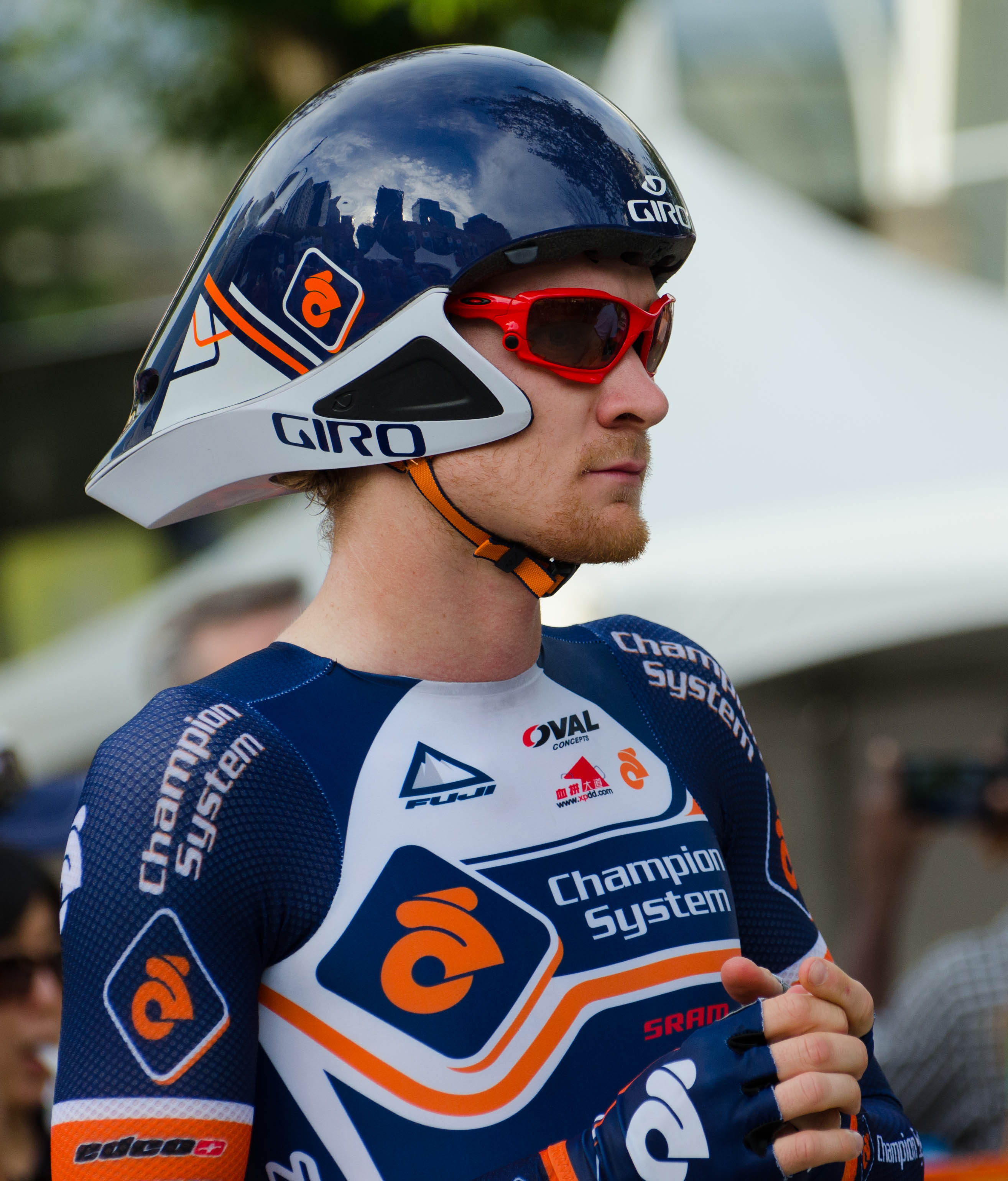
Craig Lewis bei der Tour of Alberta 2013

Craig Lewis (* 1. Oktober 1985) ist ein ehemaliger US-amerikanischer Radrennfahrer.
Craig Lewis begann seine Karriere 2005 bei dem US-amerikanischen Continental Team TIAA-CREF. Bei der Kalifornien-Rundfahrt 2006 belegte er den dritten Platz in der Nachwuchswertung hinter seinen beiden Mannschaftskollegen Thomas Peterson und Taylor Tolleson. Im Herbst nahm er am U23-Straßenrennen der Straßen-Radweltmeisterschaften in Salzburg teil und beendete das Rennen auf dem 86. Rang.
Von 2008 bis 2011 fuhr er für das Team High Road und von 2012 bis 2013 für Champion System. Ende der Saison 2013 beendete er seine Karriere.

## Erfolge
2009
- Mannschaftszeitfahren Tour de Romandie

2011
- Mannschaftszeitfahren Giro d’Italia

2012
- eine Etappe Tour de Beauce

## Teams
- 2005–2006 TIAA-CREF
- 2007 Slipstream-Chipotle
- 2008 Team High Road / Team Columbia
- 2009 Team Columbia-High Road / Team Columbia-HTC
- 2010 Team HTC-Columbia
- 2011 HTC-Highroad
- 2012 Champion System
- 2013 Champion System